# Zeyvə (Şabran)
Zeyvə è un comune dell'Azerbaigian situato nel distretto di Şabran.